# Guranganyar
Guranganyar is een bestuurslaag in het regentschap Gresik van de provincie Oost-Java, Indonesië. Guranganyar telt 2252 inwoners (volkstelling 2010).